# SK Wilten
Der SK Wilten ist ein österreichischer Fußballverein aus der Landeshauptstadt Innsbruck in Tirol und wurde 1923 gegründet. Der Verein erlebte seine größten Erfolge in den 1950er Jahren mit der Teilnahme der Landesliga Tirol, einer Liga der damaligen dritten österreichischen Spielklasse.

## Gründung
1923 wurde der Metallarbeitersportklub gegründet, der in den ersten Vereinsjahren in Amateursportklub Olympia umbenannt wurde. Erst elf Jahre später, am 2. Juni 1934, bekam der Fußballklub auf Antrag des langjährigen Obmannes Konrad Gruska seinen heutigen Namen: Sportklub Wilten und spielte zumeist in der B-Klasse Innsbruck.

## Männerfußball

### Geschichte
Während der Kriegszeit, von 1939 bis 1946, legten die Verantwortlichen das Vereinsleben still, da die Fußballaktivitäten in Innsbruck stark reduziert wurden.
Nachkriegsjahre
Nach dem Krieg, ab 24. Oktober 1946, organisierte der Verein seine Strukturen neu. Erste Aufzeichnungen, ab der Saison 1947/48, zeigen: Der Sportklub befand sich in der B-Klasse Innsbruck-Stadt und ab 1949/50 in der 2. Klasse Oberland. 1952 gelang den Wiltenern der Aufstieg in die Landesliga Tirol und sie blieben dort bis 1954. Konrad Gruska verabschiedete sich als Obmann nach 24 Jahren, sein Nachfolger wurde Hubert Hagmann. Unter ihm stieg der Klub ein zweites Mal in die Landesliga Tirol auf und verweilte dort bis 1960/61. In dieser Zeit, 1959, gründete der Verein auch eine Eishockeyabteilung, die sich 1962 abspaltete.
Neue Vereinsstrukturen
Die Wiltener strafften ihre Vereinsstrukturen in den 1970er Jahren und wählten mit Egon Jäger ihren ersten Präsidenten. Unter ihm gewann der Klub einen Sponsor, der mit den Wiltenern bis 1981 zusammenarbeitete. Trotzdem blieb der Sportklub in den untersten Tiroler Spielklassen. Franz Barenth wurde 1978 Präsident und unter ihm schaffte die Mannschaft 1984 den Aufstieg in die Gebietsliga West.
1985–1999 Spielgemeinschaft mit ESV Innsbruck (Gebietsliga, 1. Klasse)
Ab der Saison 1985/86 entschieden sich die Wiltener mit dem ESV Innsbruck eine Spielgemeinschaft einzugehen. Doch der sportliche Erfolg blieb aus und der Abstieg in die 1. Klasse konnte nicht vermieden werden. Erst nach sieben Jahren, mit einem neuen Sponsor, stieg der Klub 1993 in die Gebietsliga auf. Sechs Jahre später, 1999, beendeten die Wiltener die Spielgemeinschaft.
Mittlerweile gab Rudolf Kazelor die Vereinsführung an Franz Götsch weiter, der das Amt ab 20. März 1992 übernahm und bis 2002 innehatte. 1993 feierte der Klub sein 70-jähriges Bestehen und die Wiltener schafften mit der Spielgemeinschaft den Meistertitel in der 1. Klasse West. Die B-Mannschaft errang in der Mitte 1B ebenfalls den ersten Platz in der Saison 1992/93.
1999/2000 Spielgemeinschaft mit FC Veldidena Innsbruck
Mit der Beendigung der Spielgemeinschaft mit ESV Innsbruck ging der Klub, mit dem im gleichen Stadtteil gegründeten FC Veldidena, mit dem der Sportklub schon im Nachwuchsbereich eine Kooperation hatte, eine weitere Spielgemeinschaft ein. Doch nach einem Jahr Gebietsliga West beendete beide Vereine die Gemeinschaft und lösten auch die Kooperation im Nachwuchsbereich auf.
Eigenständig
Nach der Spielgemeinschaft mit FC Veldidena Innsbruck beschlossen die Wiltener wieder eigenständig zu sein und nur Kooperationen im Nachwuchsbereich einzugehen. In diesem Bereich wird die Union Innsbruck ab 2002 vorgestellt. Im November 2002 übernahm Manfred Obermeier die Vereinsführung, im Juni 2009 Plattner Michael, im Juli 2011 Gastl Markus und seit März 2015 Ante Polzinger. Seit der Saison 2017/18 spielt die erste Mannschaft in der Bezirksliga West.

### Titel und Erfolge
- 7 × Drittligateilnahme (Landesliga Tirol): 1952/54, 1953/54, 1956/57 bis 1960/61

## Frauenmannschaft

### Geschichte
Ab der Saison 2014/15 übernahmen die Wiltener die Frauenmannschaft der SPG Innsbruck West und stiegen in die Frauen Landesliga Ost ein. In der Saison 2017/18 spielten sie in der Frauen Tiroler Liga.

### Titel und Erfolge
- Meister Frauen Landesliga West 2016/17, 2018/19
- Kerschdorfer Tiroler Cup Sieger: 2022/23